# 1000-е п. н. е.

## Догађаји и трендови
1000 пХ - Историјски почетак народа, који су се касније назнали Илири.